# Getaszen
Getaszen – wieś w Armenii, w prowincji Armawir. W 2011 roku liczyła 2137 mieszkańców.